# Nora Wydenbruck
Nora Wydenbruck, auch Eleonora Frederika Agnes Augusta Maria bzw. Nora Friederike Maria Gräfin von Wydenbruck, Nora (von) Purtscher, Nora (von) Wydenbruck(-)Purtscher, (* 15. Jänner 1894 in London; † 29. August 1959 ebenda) war eine österreichische Übersetzerin, Schriftstellerin und Malerin.

## Leben
Nora Wydenbruck wurde in London als Tochter des Gesandtschaftssekretärs der österreichisch-ungarischen Botschaft, Christoph Anton Graf von Wydenbruck und Marie von Fugger-Babenhausen geboren. Nach ihrer Geburt trennten sich ihre Eltern. Die Mutter kehrte 1895 mit ihren Töchtern Helen (Helene Isabella) und Nora auf ihren Familiensitz zurück, Schloss Meiselberg bei Maria Saal in Kärnten. Wydenbruck wuchs mit englischen und französischen Kindermädchen auf, sie lernte Italienisch, Ungarisch (bei Berlitz in Wien), Latein und Griechisch und versuchte sich an ersten Übersetzungen. Die Familie hielt sich oft in Wien auf, wo Mutter und Töchter an der Ballsaison teilnahmen. Im Februar 1916 nahm Wydenbruck Malereiunterricht an der „Kunstschule für Frauen und Mädchen“ in Wien.
1918 erhielt sie vom Tier- und Landschaftsmaler Alfons Purtscher Unterricht, den sie 1919 in Klagenfurt – trotz der Bedenken ihrer Familie wegen dessen bürgerlicher Herkunft – heiratete. Mit ihm lebte sie in Pörtschach am Wörthersee. Sie bekamen zwei Kinder, eine Tochter und einen Sohn. Schon 1918 stellt sie Bilder aus und 1919 veröffentlichte in Zeitungen Texte. Im Frühjahr 1921 trat sie mit dem mit ihrem Mann bekannten Rainer Maria Rilke in Briefwechsel, ohne ihn jemals persönlich zu treffen. Sie übersetzte später seine Werke ins Englische und schrieb eine Biographie über ihn. 1923/24 und 1927/28 Mitglied der Wiener Bibliophilen-Gesellschaft, 1924–1932 und 1935–1938 außerordentliches Mitglied der Wiener Künstlervereinigung Hagenbund.
Wydenbruck und Purtscher emigrierten 1926 nach London. Purtscher hatte einen Auftrag als Tiermaler in Yorkshire erhalten und Wydenbruck malte Aquarelle und begann literarisch zu schreiben. Sie veröffentlichte ab Anfang der 1930er Jahre ihre ersten literarischen Werke und Übersetzungen in und aus verschiedenen Sprachen. 1933 erhielt sie die Britische Staatsbürgerschaft. 1933–1935 war sie Auslandskorrespondentin der  "Neuen Freien Presse" und 1934–1946 Mitglied des "International Institute für Psychic Research", dessen Zeitschrift  "Psychic Science" sie zwei Jahre lang herausgab. Während des Krieges half sie als Freiwillige bei den Civil Defence Forces und nahm Flüchtlinge aus Europa bei sich auf, u. a. ihre Cousine, die unter dem Pseudonym Hermynia Zur Mühlen als Autorin bekannt wurde.
1944 übersetzte sie Graham Greenes The Power and the Glory aus dem Englische ins Französische. Sie übersetzte Rainer Maria Rilkes Duineser Elegien (1948) ins Englische und T. S. Eliots Four Quartetts (1948) sowie seine Theaterstück The Cocktail Party (1950) und The Confidential Clerk (1954) ins Deutsche; mit letzterem verband sie ab 1945 eine innige Freundschaft. Zudem übersetzte sie Werke von Felix Braun, Fritz Hochwälder, Hans Egon Holthusen, Christine Lavant, Paul Morand, Antonia Pozzi. Nach 1954 übersetzte sie auch vom Italienischen ins Englische. Zudem hielt sie Vorträge, z. B. über "Modern Austrian Literature".
Zu ihren Veröffentlichungen zählen die Autobiographien An Austrian Background (1932) und My Two Worlds (1955), die historischen Romane Woman Astride (1934), Spring in September (1936), Gothic Twilight (1939), Doctor Mesmer (1947) und die Biographie Rilke, Man and Poet (1949).
Wydenbrucks Nachlass wird im Kärntner Literaturarchiv bzw. in der Handschriftensammlung der Wienbibliothek im Rathaus verwahrt.

## Werke (Auswahl)
- Treibhausblumen. Wien: Würthle & Co. 1923 (limitierte Auflage von 250 Stück)
- An Austrian background. London: Methuen 1932
- Woman astride. London: Lovat Dickson 1934 / New York: Appleton-Century 1934
- Spring in September. London: Hutchinson & Co. 1938
- The para-normal: Personal experience and deductions. London: Rider 1939
- Gothic twilight. London: Westhouse 1946
- Doctor Mesmer. An historical study. London: Westhouse 1947
- The Legends of St. Francis. London: Peter Lunn 1947
- Die Weisheit der kleinen Therese. Olten: Walter 1948
- Meister Tilman Riemenschneider. Roman. Wien: Amadeus-Edition 1948
- Rilke: Man and poet. A biographical study. London: Lehmann 1949
- Die Weisheit der großen Theresia. Olten: Walter 1951
- Placidia's Daughter. A novel. London: Lehmann 1952 (Deutsch: Placidias Tochter. Roman. München: Ehrenwirth 1953)
- My two worlds. An autobiography. London: Longmans, Green and Co. 1956
- Marie von Thurn und Taxis: Memoirs of a princess: The reminiscences of Princess Marie von Thurn und Taxis. Übersetzt und zusammengestellt von Nora Wydenbruck. London: The Hogarth Press 1959